# Bolesław Suchodolski
Bolesław Suchodolski (ur. 13 września 1944 w Hajowem, zm. 2 czerwca 2023) – polski rolnik i polityk, poseł na Sejm X kadencji.

## Życiorys
Ukończył w 1971 Wyższą Szkołę Rolniczą w Szczecinie, uzyskując tytuł zawodowy magistra inżyniera rolnictwa. Pełnił funkcje dyrektora Kombinatu Państwowych Gospodarstw Rolnych w Starej Dąbrowie i prezesa Klubu Sportowego „Dąbrowia”.
W 1973 wstąpił do Polskiej Zjednoczonej Partii Robotniczej, w 1987 został członkiem egzekutywy komitetu gminnego PZPR w Starej Dąbrowie. W 1989 z ramienia tej partii uzyskał mandat posła na Sejm kontraktowy z okręgu stargardzkiego. Na koniec kadencji należał do Parlamentarnego Klubu Lewicy Demokratycznej, w trakcie pełnienia mandatu pracował w Komisji Młodzieży, Kultury Fizycznej i Sportu oraz w Komisji Obrony Narodowej.
W 1983 odznaczony Złotym Krzyżem Zasługi.
Został pochowany na cmentarzu komunalnym w Giżynku.